# Joan Francés Blanc
Joan Francés Blanc (Agen, 8 de dezembro de 1961) é um jornalista e escritor francês de língua occitana

## Biografia
Nascido em 1966, filho de pai occitano e mãe tcheca, estudou história e língua tcheca na Universidade Bordeaux Montaigne. Ele também estudou linguística em Paris.
Depois de cerca de dez contos em occitano, em 1998 lançou seu primeiro romance "Heisei", relanòado em 2010. Em 2011 fundou a editora em occitano "Edicions Talvera". Ele escreve para revistas na língua occitana.

## Obras

### Contos
- "Nueit de junh" dins De quan panèren un peishic de pais: Edizioni Pagès, Lleida, 1994, ISBN 84-7935-231-0
- "En occitan, tota la setmana!" Forra Borra 108:1 París: IEO París. 1995.[1]
- "Onzadas" dins Paraules dera tèrra: EdizioniPagès, Lleida, 1997, ISBN 84-7935-415-1
- "Andrieu Benedetto, l'òme teatre", Anem! Occitans!, n°130, setembre-octobre-novembre de 2009.

### Romances
- Heisei: Princi Negre, 1999, ISBN 2-905007-42-7.[2]; [3]; [4]; [5]; [6] Decima edizione ISBN 2-84618-740-1, 2010[7]